# Kargały (Baszkortostan)
Kargały (ros. Каргалы) – wieś (sieło) w Rosji, w Baszkortostanie, w rejonie czekmaguszewskim. W 2010 liczyła 361 mieszkańców.